# Museumpark 9
Museumpark 9, ook Huis Boevé, is een vrijstaand woonhuis, gelegen aan het Museumpark in het centrum van Rotterdam. De villa is begin jaren dertig gelijktijdig met het nabijgelegen Huis Sonneveld ontworpen volgens de principes van het nieuwe bouwen. Het huis is een rijksmonument.

## Geschiedenis
Het woonhuis werd in 1931-34 ontworpen door Johannes Brinkman en Leendert van der Vlugt in opdracht van de kinderchirurg H.J. Bouvé. In 1985 werd de villa gerestaureerd. In 1994 was er sprake van dat de villa ambtswoning zou worden voor de toenmalige burgemeester Bram Peper. Om prijsopdrijving te voorkomen werd de woning voor dat doel aangekocht door Joop van Caldenborgh. Toen de aankoop door de gemeente niet doorging bleef de villa in handen van Van Caldenborgh. Anno 2022 is het pand in gebruik als kantoor van het Zweedse Handelsbanken.

## Beschrijving
De vrijstaande villa is samengesteld uit kubische bouwvolumes met een maximale bouwhoogte van drie bouwlagen, die alle afgedekt zijn door een plat dak met een bescheiden overstek. Op de begane grond wijken de gevels iets terug. Op de verdiepingen zijn balkons en dakterrassen aangebracht. De villa is gebouwd met een gedeeltelijk in het zicht komende staalskeletconstructie en geheel vlakke, witgepleisterde betonwanden op een ongepleisterde bakstenen plint. De wanden worden doorbroken door grote vensters, die nu eens gekoppeld, dan weer individueel over de gevels zijn verdeeld. Het formaat van de vensters is op een vaste maatverhouding gebaseerd. De ingang bevindt zich aan de oostzijde, geheel rechts in een daartoe uitgebouwd portaal. Voor het overige wordt de gevel vrijwel geheel in beslag genomen door de rechthoekige glasvlakken, die op de verdiepingen terugwijken ten behoeve van als loggia's ingerichte balkons, met in glas en staal uitgevoerde borstweringen. Aan de zuidzijde, de straatzijde, telt het gebouw slechts twee bouwlagen, vanwege de aanwezigheid van een dakterras. De tweede verdieping wijkt daarom iets terug en is tevens smaller. De benedenverdieping is aan deze zijde geheel voorzien van glasvlakken, verdeeld over drie traveeën. De verdieping daarboven bestaat uit een blinde muur. De westgevel wordt op de begane grond en op hoogste verdieping doorbroken door een horizontale reeks lage, aaneengesloten vensters. Aan de noordzijde, niet zichtbaar vanaf de straat, bevindt zich een half-cilindrische, torenachtige uitbouw, die als trappenhuis dient en voorzien is van een verticale strook vensters. Behoudens een enkel venster is de noordgevel verder blind en zonder geledingen.

## Waardering
Het woonhuis Museumpark 9 heeft grote architectuur-historische waarde vanwege de rol in de ontwikkeling van de moderne architectuur in Nederland. Het woonhuis wordt, vanwege de algehele architectonische en technische vormgeving en ondanks later aangebrachte en in strijd met de oorspronkelijke architectuur zijnde wijzigingen in exterieur en interieur, gezien als representatief voorbeeld van de Nederlandse bijdrage aan het nieuwe bouwen in de periode 1920-40.

## Galerij

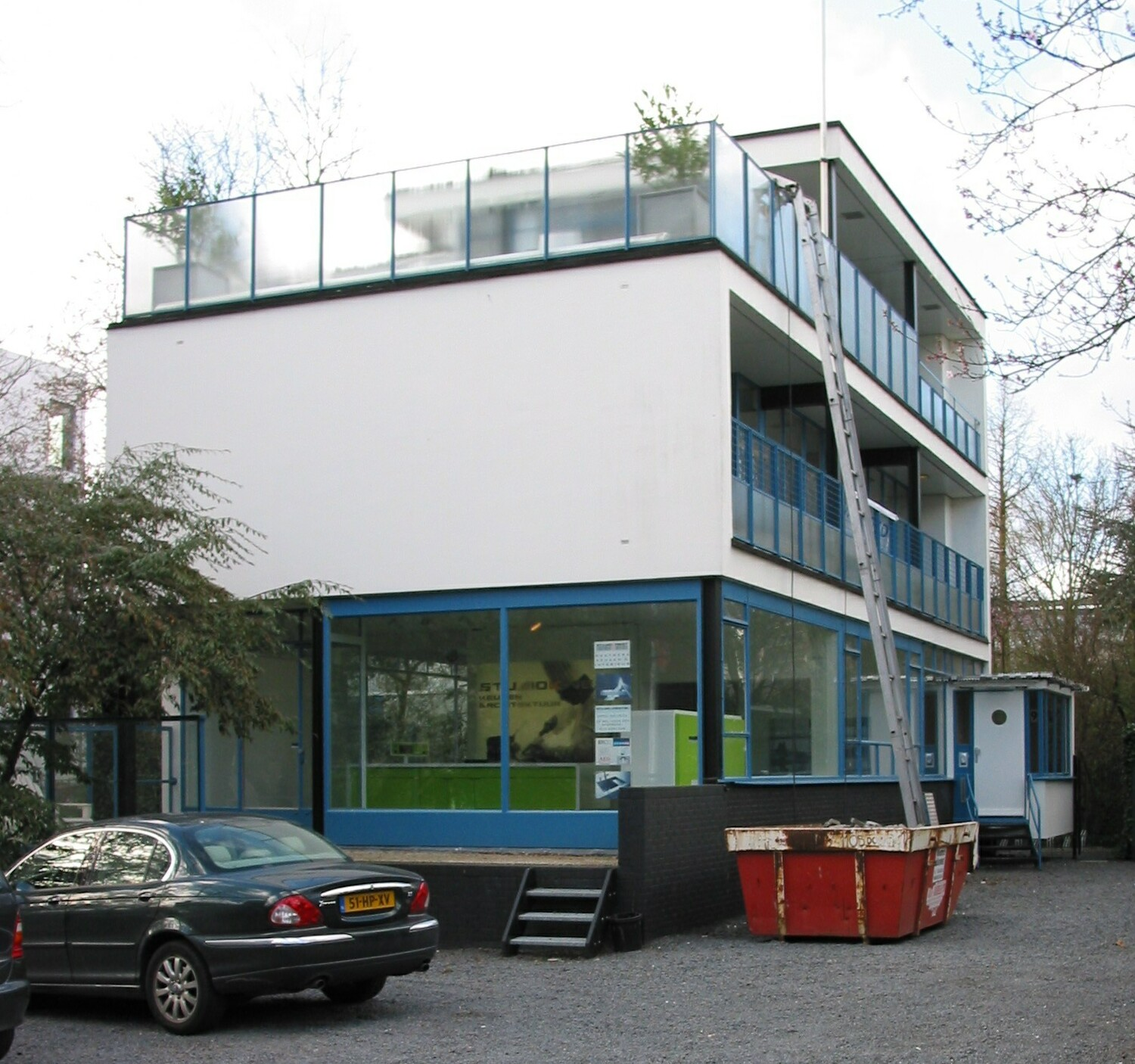
Zuid- en oostgevel, 2008
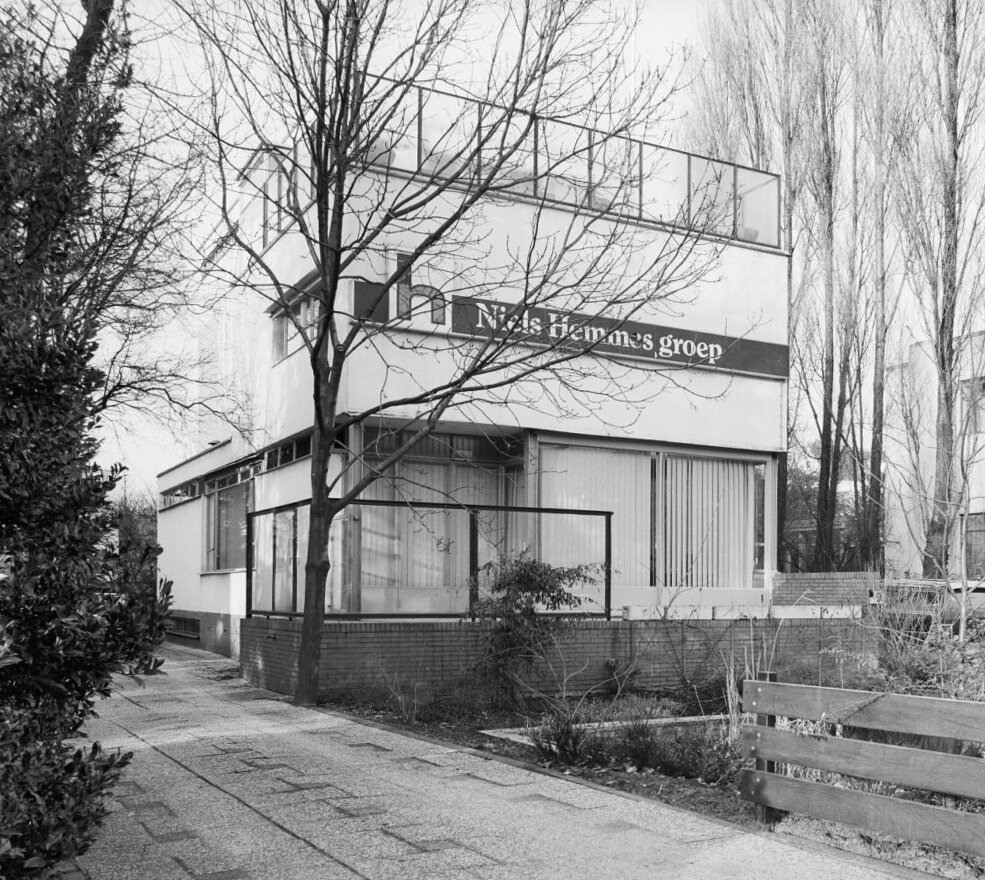
West- en zuidgevel, 1982
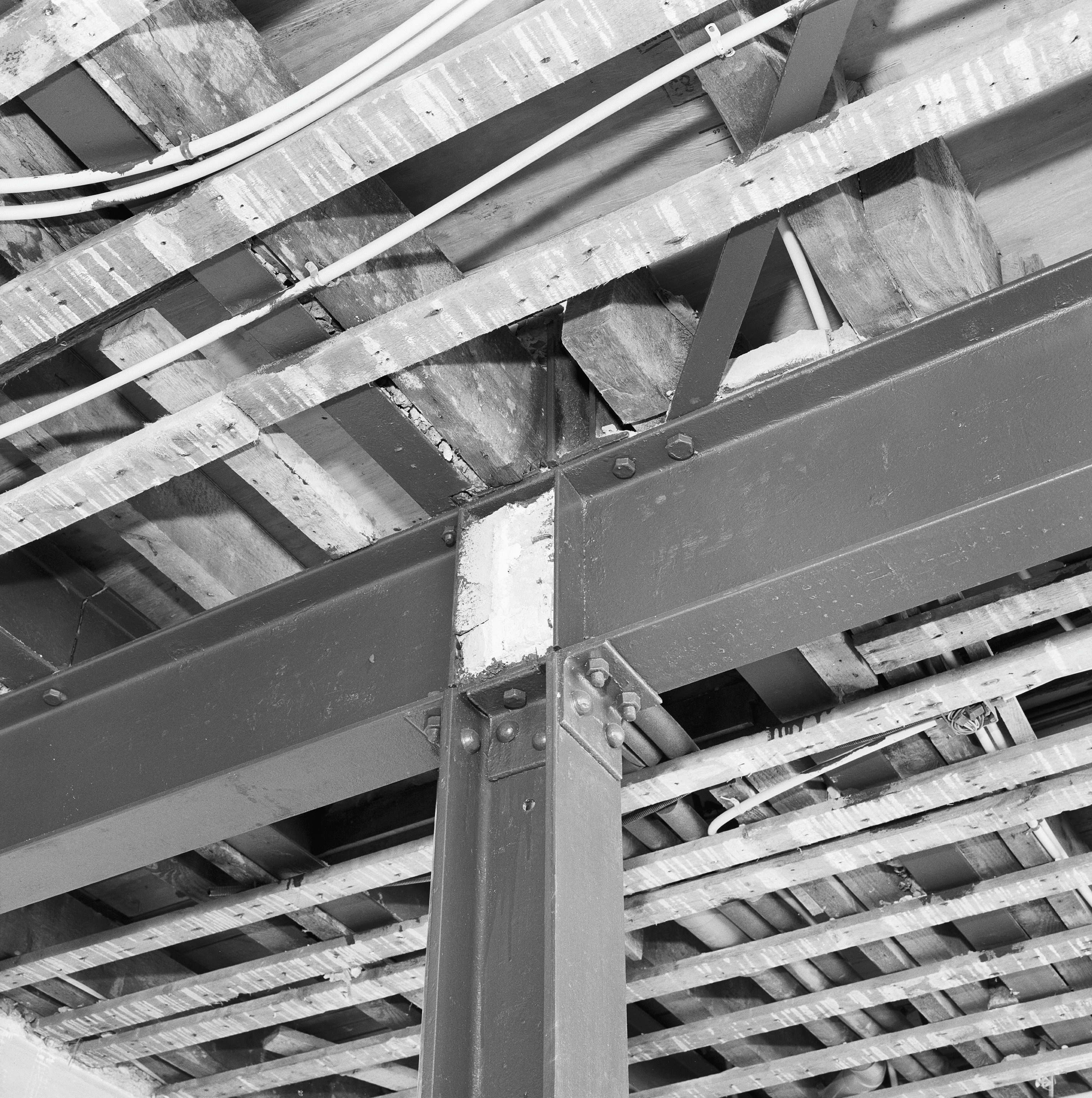
Interieur, detail staalconstructie tijdens restauratie, 1985